# Dipcadi janae-shrirangii
Dipcadi janae-shrirangii — вид рослин із родини айстрових (Asteraceae).

## Біоморфологічна характеристика
Новий вид пов'язаний з D. concanense (Dalzell) Baker, але відрізняється дрібними квітками й трубкою оцвітини, яка завдовжки з частки. Індійські види Dipcadi мають блискучі білі квіти та коричнево-чорне насіння.

## Середовище проживання
Новий вид описано з латеритних плато регіону Конкан, Махараштра, Індія